# Ueli Kestenholz
Ueli Kestenholz (* 10. Mai 1975 in Thun) ist ein Schweizer Snowboarder und Extremsportler.

## Leben
Zusammen mit seinen beiden Brüdern wuchs Ueli Kestenholz als Sohn einer Turnlehrerin und eines Turnlehrers am Thunersee auf. Nebst Skifahren entdeckte er mit Skateboarden und Windsurfen seine Liebe zu den Brettsportarten. 1989 begann er mit Snowboarden.
Zurzeit lebt er in Thun.

## Karriere
Im Winter 92/93 machte er bei regionalen Wettkämpfen in den Disziplinen Freestyle und Alpin mit. Bereits Ende dieser ersten Saison wurde er mit seinem Freestyleboard Overall-Junioren-Schweizer-Meister. In der Folge wurde Kestenholz ins Hooger-Booger-Team aufgenommen und erhielt dort sein erstes Alpinboard. Damit wurde er 1994 Vize-Schweizer-Meister und gründete mit einigen befreundeten Fahrern das Swiss-Snowboard-Team, um fortan im ISF-Weltcup mitzumischen. 
Bei der ISF-Snowboard-Weltmeisterschaft 1995 in Davos gewann er die Bronzemedaille. Bei den Olympischen Winterspielen 1998 in Nagano holte er im Riesenslalom Bronze. Ausserdem gewann er bei den X-Games 2003 und 2004 jeweils Gold im Snowboardcross. Er konnte in seiner Karriere insgesamt 14 Weltcupsiege holen.
Nach seinen dritten Olympischen Spielen 2006 in Turin entschied er, sich fortan aufs Freeriden, Film und Fotoprojekte zu konzentrieren. Mit seinem Freund Mathias Roten startete er 2007 das Projekt Playgravity. Als Höhepunkt dieses mehrfach preisgekrönten Multisport-Films gilt die Speedride-Befahrung von Eiger, Mönch und Jungfrau. 